# 文明体国家
文明体国家（英語：civilization state），又称文明型国家（civilizational state）、文明国家，这个概念是指以文化而非种族为内外之别的国家。与之相对的概念是“民族国家”（nation state）。
根据白鲁恂、马丁·雅克、张维为等人的观点，中国是典型的“文明体国家”，歐盟文化建立在已滅亡的羅馬帝國上也可以這樣比喻，而中國存在有異於西方極度特別的權力集中制度。
古埃及、印度、俄罗斯和美国等国家也被称为“文明型国家”。印度是由于其吠陀时代开始的印度教文明经历穆斯林入侵和英国殖民而延续至今。俄罗斯因其东正教传统（属東方基督教）与西方基督教文明的差异和欧亚主义与欧洲的民族主义的分歧，也被视为一个单独的文明。而美国则是西方文明的熔炉，作为其代表也被称为文明体国家。此外穆斯林世界的土耳其（逊尼派奥斯曼帝国）和伊朗（什叶派萨菲王朝）也被也被不同来源称为“文明型国家”。